# عسل‌کش آپاپانه
عسل‌کش آپاپانه (نام علمی: Himatione sanguinea) گونه‌ای کوچک و زرشکی از عسل‌کش هاوایی و بومی جزایر هاوایی است. آن‌ها فراوان‌ترین و پراکنده‌ترین عسل‌کش هستند و در جزایر هاوایی یافت می‌شوند.

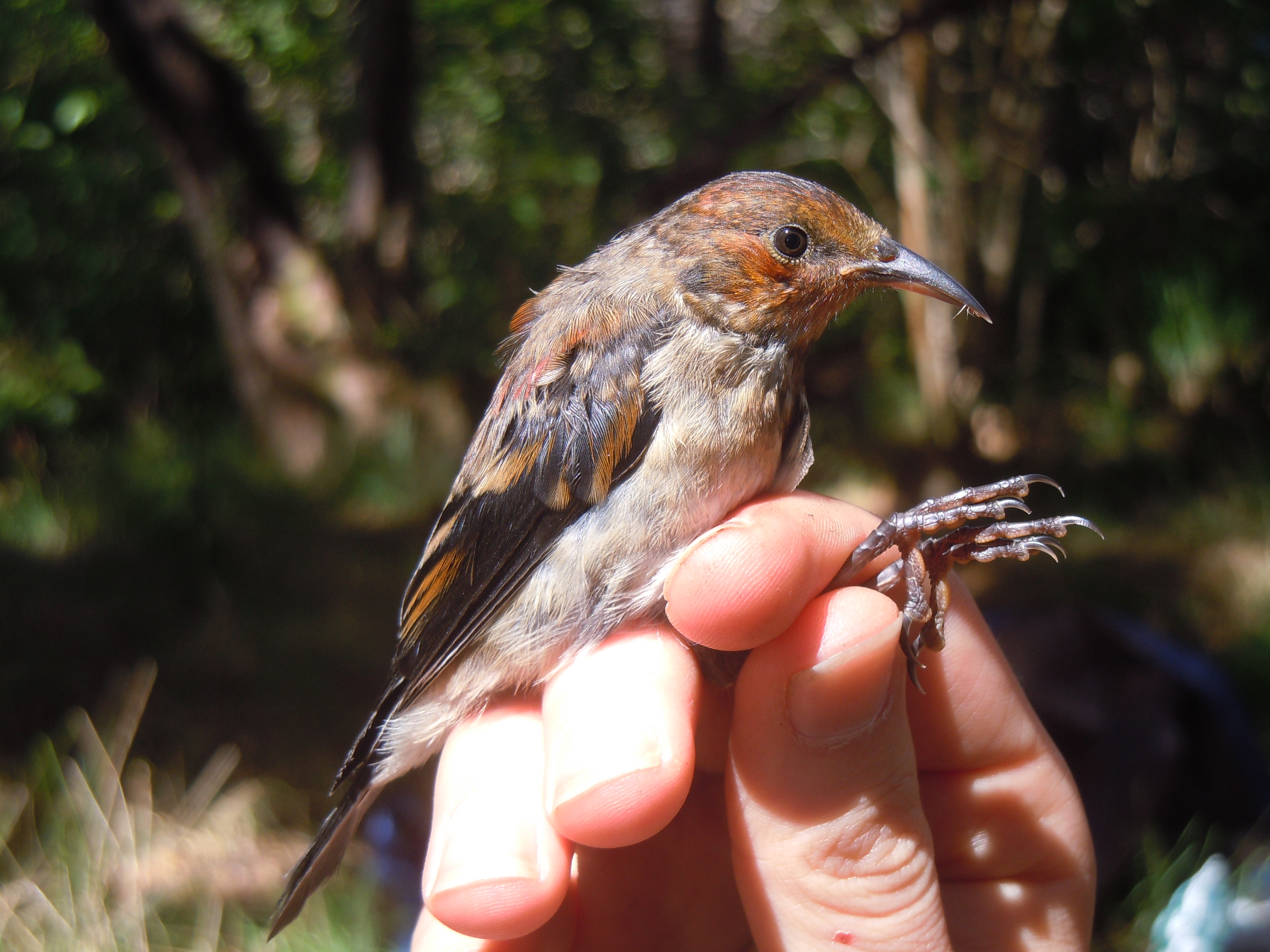
نوجوان عسل‌کش آپاپانه

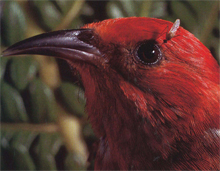
پشه‌ای که غذای خونی را از آپاپان می‌گیرد